# Società Autostrada Tirrenica

Logo utilizzato fino al 4 ottobre 2024

Sat - Società Autostrada Tirrenica S.p.A è una azienda italiana che opera nel settore della gestione in concessione di tratti autostradali.
È l'ente esercente concessionario dell'Anas per la gestione del tratto Livorno-Rosignano Marittimo e del tratto Tarquinia-Civitavecchia sull'Autostrada A12 ed è titolare della concessione del tratto Livorno-Civitavecchia fino al 2046 (Delibera CIPE 78/2010). È stata fondata a Grosseto il 21 ottobre 1968.

## Azionisti
- Autostrade per l'Italia S.p.A. 99,932%
- Società Autostrada Tirrenica p.A 0,067%
- Provincia di Viterbo 0,001%

## Fonti
- Autorità Garante della Concorrenza e del Mercato, C11262 - Provvedimento 22885
- La Repubblica, Edizione di Firenze, su firenze.repubblica.it.